# ショノルキス属

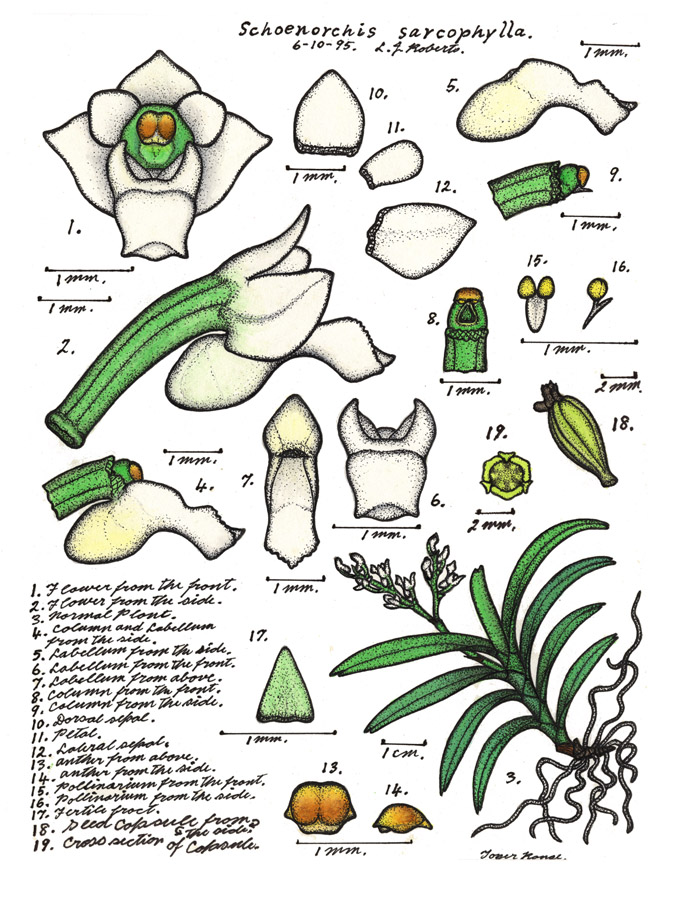
Schoenorchis_sarcophylla（図版）

ショノルキス（スコエノルキスとも）属 Schoenorchis はラン科植物の一群。コチョウラン属などに近いが、さほど目立つものではない。

## 特徴
単茎性の着生ラン。茎は直立するか下垂する。茎が短く詰まるとコチョウラン属などに、長く伸びるとヒスイラン属などに似て見える。茎は下部で分枝することが多い。
花茎は茎の側面から出て、多数の花を総状につける。萼片と側花弁はほぼ同型、唇弁は三裂し、側裂片は丸くて立ち、中裂片は肉厚で前に出る。蕊柱は短い。コチョウラン属やカシノキラン属に似ており、蕊柱の構造で区別される。
学名はギリシャ語のヨシ（またはイグサ）とランの組み合わせである。

## 分布と分類
ヒマラヤからニューギニア、オーストラリア、太平洋諸島に分布し、約10種がある。

## 利用
一部で洋ランとして栽培される。ただし一般に普及しているほどではない。洋ランとしての略称もない。以下の2種は比較的広く普及している。
- S. juncifolia　ユンキフォリア
- S. fragrans　フラグランス